# Solpugista namibica
Espèce
Solpugista namibica est une espèce de solifuges de la famille des Solpugidae.

## Distribution
Cette espèce est endémique de Namibie. Elle se rencontre vers Fransfontein.

## Étymologie
Son nom d'espèce lui a été donné en référence au lieu de sa découverte, la Namibie.

## Publication originale
- Kraus, 1956 : Neue Solifugen aus Südwest-Afrika (Arach.). Senckenbergiana Biologica, vol. 37, p. 421–423.